# Schwarzbrustspecht
Der Schwarzbrustspecht (Celeus torquatus) ist eine Vogelart aus der Familie der Spechte (Picidae). Das Verbreitungsgebiet dieses mittelgroßen und kontrastreich gefärbten Spechtes umfasst große Teile des zentralen nördlichen Südamerikas. Die Art bewohnt feuchte tropische Wälder mit hohen Bäumen und kommt im Regenwald, in Galeriewäldern sowie in alten Sekundärwäldern und im Randbereich von Kahlschlägen vor. Über die Lebensweise des Schwarzbrustspechtes ist sehr wenig bekannt. Die Nahrungssuche erfolgt offenbar vor allem an Baumstämmen, als Nahrung wurden bisher Ameisen und Samen nachgewiesen.
Die Art gilt als selten und der Bestandstrend ist vermutlich rückläufig. Auf Grund der Größe des Verbreitungsgebietes und des wahrscheinlich immer noch großen Gesamtbestandes wird der Schwarzbrustspecht von der IUCN derzeit noch als ungefährdet („least concern“) eingestuft.

## Beschreibung
Schwarzbrustspechte sind mittelgroße und kontrastreich gefärbte Spechte mit einer deutlichen Haube. Der Schnabel ist lang, meißelförmig zugespitzt, fast gerade und an der Basis relativ breit. Die Körperlänge beträgt etwa 26–28 cm, das Gewicht 107–134 g. Diese Spechte sind damit etwa so groß und schwer wie der Weißrückenspecht. Die Art zeigt hinsichtlich der Färbung einen deutlichen Geschlechtsdimorphismus.
Bei Männchen der Nominatform C. t. torquatus ist der oberste Rücken schwarz. Die gesamte übrige Oberseite einschließlich Oberschwanzdecken, Oberflügeldecken und Schulterfedern ist rötlich braun. Die Oberflügeldecken zeigen auf diesem Grund meist ein schwarzes Subterminalband oder schwarze V-förmige Zeichnungen, die Schulterfedern weisen ein oder zwei schwarze Bänder auf, manchmal auch mehr. Gelegentlich finden sich auf dem oberen Rücken noch einige schwarze Federn. Die Schwingen sind schwarz und rostbraun gebändert, auf den Armschwingen überwiegt der rostbraune Anteil. Auch der Oberschwanz ist rotbraun, er zeigt auf diesem Grund eine schmale schwarze Bänderung und eine breitere schwarze Spitze.
In Fortsetzung der schwarzen unteren Kehle und des ebenso gefärbten obersten Rückens ist auch die Brust schwarz, die übrige Rumpfunterseite ist davon scharf abgesetzt einfarbig zimtbeige. Die Schwingen sind unterseits zimtbeige mit einer schwachen Bänderung auf den Handschwingen. Der Unterschwanz ist etwa wie der Oberschwanz gefärbt.
Der Kopf ist einschließlich Haube, Nacken, Kinn und oberer Kehle fast einfarbig blass rotbraun mit einem Zimtton, gelegentlich zeigen Stirn und Kopfseiten einen Rotton. Der rote Bartstreif reicht bis zur Unterkante der Ohrdecken. Von der hinteren Unterkante des Bartstreifs verläuft eine schwarze Linie bis in die schwarze Brust- und Rückenfärbung, auch die untere Kehle ist schwarz.
Der Schnabel ist grau bis gelblich grau oder fahl oliv gelbbraun, der Unterschnabel ist heller. Beine und Zehen sind dunkelgrau. Die Iris ist rot bis rotbraun oder braun.
Weibchen fehlt der rote Bartstreif.

## Lautäußerungen
Die einzige bisher beschriebene Lautäußerung sind laute, pfeifende Rufe wie „kuu kuu kuu kuu “ oder „peeee peeee peeee“.

## Verbreitung und Lebensraum
Das Verbreitungsgebiet des Schwarzbrustspechts umfasst große Teile des zentralen nördlichen Südamerikas. Das Areal der Art reicht im Westen vom Osten Kolumbiens, Venezuela und den Guayanas durch Ekuador und den Osten Perus bis in den Norden von Bolivien. Im Osten reicht die Verbreitung bis in das Amazonasgebiet Brasiliens in den Provinzen Mato Grosso und Maranhão. Hinzu kommt ein disjunktes Areal in den Wäldern an der Atlantikküste Ostbrasiliens in den Provinzen Bahia und Espirito Santo. Die Größe des Gesamtverbreitungsgebietes wird auf 5,87 Mio. km² geschätzt.
Die Art bewohnt feuchte tropische Wälder mit hohen Bäumen und kommt im Regenwald, in Galeriewäldern sowie in alten Sekundärwäldern und im Randbereich von Kahlschlägen vor. Die Höhenverbreitung des Schwarzbrustspechts reicht von 100 bis 500 m Höhe.

## Systematik
Winkler et al. erkennen drei gut differenzierte Unterarten an: 
- Celeus t. torquatus (Boddaert 1783) – Vom Osten Venezuelas über die Guayanas bis zur Provinz Pará im Nordosten Brasiliens. Die Nominatform ist oben beschrieben.
- Celeus t. occidentalis  (Hargitt 1889) – Süden Venezuelas, Osten Kolumbiens, westliches und zentrales Amazonasgebiet Brasiliens, Osten Perus und Norden Boliviens. Oberseite und Oberflügel stärker gebändert als bei Nominatform, Bänderung aber variabel und manchmal auch recht schwach. Rumpfunterseite von unterer Brust bis zu den Unterschwanzdecken viel stärker weiß mit mittelstarker bis kräftiger Bänderung, oberer Rücken schwarz oder häufiger rotbraun und schwarz gebändert. Kopf etwas dunkler mit stärker zimtfarbenem Ton.
- Celeus t. tinnunculus (Wagler 1829) – Disjunktes Areal an der Atlantikküste Ostbrasiliens in den Provinzen Bahia und Espirito Santo. Ähnlich voriger Unterart, aber Kopf heller und Ober- und Unterseite noch stärker gebändert, die Bänderung der Schwingen ist viel breiter. Die äußeren Steuerfedern sind überwiegend schwarz. Die rotbraune Oberseitenfärbung ist meist etwas leuchtender.

## Lebensweise
Über die Lebensweise des Schwarzbrustspechtes ist sehr wenig bekannt. Die Nahrungssuche erfolgt offenbar vor allem an Baumstämmen, die Art wird daher häufig in der unteren und mittleren Baumschicht beobachtet. Es liegen jedoch auch Nachweise von Individuen hoch im Kronenbereich von Bäumen vor. Schwarzbrustspechte hacken wahrscheinlich kräftig und häufig. Als Nahrung wurden bisher Ameisen und Samen nachgewiesen. Die Brutbiologie ist bisher unbekannt.

## Bestand und Gefährdung
Schätzungen zur Größe des Weltbestandes gibt es nicht. Die Art gilt als selten und der Bestandstrend ist vermutlich rückläufig. Auf Grund der Größe des Verbreitungsgebietes und des wahrscheinlich immer noch großen Gesamtbestandes wird der Schwarzbrustspecht von der IUCN derzeit noch als ungefährdet („least concern“) eingestuft.